# Ricardo Vaz Tê
Ricardo Jorge Vaz Tê (Lisszabon, 1986. október 1. –) portugál labdarúgó, jelenleg az angol West Ham United játékosa.

## Sikerei, díjai
West Ham United
- Rájátszás győztese (1): 2011–12

## Külső hivatkozások
- Vaz Tê profilja a West Ham oldalán
- Ricardo Vaz Té pályafutásának statisztikái a Soccerbase oldalon (angolul)